# Neochauliodes punctatoguttatus
Neochauliodes punctatoguttatus is een insect uit de familie Corydalidae, die tot de orde grootvleugeligen (Megaloptera) behoort. De soort komt voor in Indonesië. Het holotype van de soort wordt bewaard in het Museum für Naturkunde in Berlijn.